# All Hands on Deck
All Hands on Deck (bra: Casa-Te Comigo) é um filme estadunidense de 1961 do gênero comédia romântica, dirigido por Norman Taurog, com roteiro de Jay Sommers baseado no romance Warm Bodies, de Donald R. Morris.

## Elenco
- Pat Boone .... tte. Victor 'Vic' Donald
- Buddy Hackett .... Garfield "Aguia Esganiçada"
- Dennis O'Keefe  .... comte. Brian O'Gara
- Barbara Eden  .... Sally Hobson
- Warren Berlinger  .... Rudy Rush
- Gale Gordon  .... alm. Bintle

## Sinopse
O tenente da Marinha americana Vic Donald fica responsável pelo seu navio quando o comandante O'Gara sai para pescar durante uma folga. Contudo, seu serviço é atrapalhado pelo marinheiro índio "Águia Esganiçada" que causa diversos problemas, inclusive destruindo um cinema que apresentava um filme nos quais os índios são derrotados pela Cavalaria. Mesmo o índio sendo rico (seus parentes são donos de poços de petróleo) e pagando pelos danos, os oficiais exigem que Vic evite mais estrepolias do marinheiro pois é o único que entende sua linguagem nativa. Ao mesmo tempo, Vic começa um romance com uma repórter que veio entrevistá-lo sobre as confusões do marinheiro. 